# X-Men: Ultima înfruntare (film)
X-Men: Ultima înfruntare (engleză: X-Men: The Last Stand) este a treia adaptare cinematografică a revistei de benzi desenate X-Men, publicată de Marvel Comics. În regia lui Brett Ratner și după un scenariu de Simon Kinberg și Zak Penn, filmul a fost precedat de  X-Men (2000) și X2 (2003). X-Men: Ultima înfruntare a avut premiera la 26 mai 2006 simultan în aproximativ 22 de țări.
Acțiunea se desfășoară în jurul unui „leac pentru mutanți” care atrage repercusiuni serioase printre mutanți și oameni și totodată tratează învierea misterioasă a doctorului Jean Grey, care părea să fii murit în X2. Acest film se bazează pe două numere din benzile desenate X-Men scrise de scenariștii Chris Claremont (1980) și Joss Whedon (2004).

## Conflictul
Filmul începe cu douăzeci de ani mai devreme cu Magneto și Professor Charles Xavier care vizitează o tânără pe nume Jean Grey pentru a-i convinge părinții să îi permită să meargă la școala lui Xavier. Zece ani mai târziu, un băiat pe nume Warren Worthington III își zgârie spinarea cu niște cuțite pentru a-și tăia aripile care îi încolțesc pe umeri, iar în acel moment tatăl său, Warren Worthington II, îl găsește. Xavier își face griji pentru Cyclops, care acum are inima sfărâmată din cauză că a murit Jean Grey. Mystique este luată prizonieră de agenții guvernului, ceea ce îl face pe Hank "Beast" McCoy să descopere că a fost inversat ceva din ADN-ul unui băiat pe nume Jimmy, care este ținut într-o clădire pe Insula Alcatraz. Proiectul este finanțat de Warren Worthington II, din cauză că a descoperit mutația genetică a fiului său.
Cyclops se întoarce în zona lacului Alkali, unde apare Jean deodată înaintea sa. Simțind că ceva nu este în regulă, Xavier îi trimite pe Wolverine și Storm să facă cercetări, însă când sosesc ei, găsesc roci care plutesc prin aer, prin forța minții, ca și ochelarii lui Cyclops, alături de Jean, inconștientă. Mystique oprește un glonț menit pentru Magneto, pierzându-și abilitățile de mutant și este abandonată de Magneto, care spune cu tristețe că ea nu mai este membră a echipei lui. Ca rezultat al trădării, Mystique dezvăluie autorităților americane tot ceea ce știe despre planurile lui Magneto.
Când se întorc la baza lor, Xavier îi explică lui Wolverine că pe vremea când Jean era mai tânără, era atât de puternică încât el a fost nevoit să îi blocheze mintea pentru a controla abilitățile ei telepatice și telechinezice. Abilitățile ei "refulate" s-au manifestat ca o personalitate alternativă a tinerei Jean, numită Phoenix. Când Wolverine o întreabă pe Jean despre Cyclops, ea nu își poate aminti ce s-a întâmplat și se teme că l-a omorât ea. Jean îl imploră pe Wolverine să o ucidă înainte ca ea să mai facă rău și altora, însă când el refuză și spune că o va ajuta Xavier, Jean fuge înapoi în casa în care a copilărit, iar Xavier, Wolverine și Storm o urmează. Magneto, care știe că puterile tinerei Jean au scăpat de sub control, merge și el acasă la Jean, unde îl întâlnește pe Xavier. Cei doi bărbați încearcă fiecare să o convingă pe Jean să-i fie credincioasă, dar personalitatea ei malefică iese la suprafață, dezlănțuind puterea ei devastatoare. Furioasă, Jean ridică și distruge casa familiei sale, apoi începe o luptă mentală cu Xavier, pe care îl înfrânge și îl doboară, iar apoi pleacă împreună cu Magneto.
După pierderea lui Xavier și a lui Cyclops, elevii lui Xavier sunt abătuți și se simt neputincioși din cauza morții lui. Rogue pornește să ia leacul contra stării de mutant după ce îl vede pe prietenul ei, Iceman, cum patinează pe gheață împreună cu Kitty Pryde. Wolverine pleacă de la școală pentru a o găsi pe Jean și află că Magneto și armata lui plănuiesc să atace Alcatraz și astfel merge înapoi la școală, chemându-i pe toți membrii X-Men și mergând acolo. Între timp, trupele care păzeau Alcatraz au arme cu leac contra stării de mutant, pe când Magneto mută Podul Golden Gate pentru a permite armatei sale să ajungă pe insulă.
Primul atac al Frăției Mutanților este ineficient, iar primul val de mutanți sunt loviți de cartușe cu leacul contra stării de mutant și sunt învinși: Magneto încearcă mai întâi să distrugă armele cu un câmp magnetic, însă nu reușește. Totuși, aliatul favorit al lui Magneto, Arclight reușește să ia armele cu leacul acela, făcându-i pe soldați să rămână fără apărare. Membrii X-Men sosesc tocmai când începea un al doilea atac, iar când ei îi înfruntă pe membrii Frăției, Kitty Pryde intră în clădire pentru a-l salva pe Jimmy, învingându-l pe Juggernaut. Între timp,  Storm se luptă cu Callisto și o învinge. Aproape de finalul luptei, Iceman și Pyro se confruntă, iar Iceman câștigă, doborându-l pe Pyro.
Cu ajutorul lui Colossus, Wolverine îi distrage atenția lui Magneto pentru ca Beast să îl poată injecta cu leacul. După aceea, Wolverine aproape reușește să o readucă pe Jean înapoi la echilibru mintal; totuși, soldații nerecunoscători trag asupra membrilor echipei X-Men. În furia ei, Jean îi atacă pe cei din jurul ei. În timp ce membrii echipei X-Men, soldații și cei care au rămas din Frăție fug de Jean, Wolverine îi spune lui Storm că numai el o poate opri și îi dă instrucțiuni să îi ducă pe toți cei prezenți undeva departe, în siguranță. Wolverine se luptă să ajungă la Jean, bazându-se pe abilitățile sale de autovindecare și pe forțele lui de a se opune puterii ei. Când ajunge la ea, Jean manifestă dispreț pentru dorința lui Wolverine de a muri pentru ceilalți, iar el îi spune că vrea să moară numai pentru ea. Uimită pe moment de replica lui, adevărata Jean recapătă controlul asupra propriei sale ființe și îl imploră să o salveze. Wolverine îi mărturisește că o iubește pe Jean, apoi, cu părere de rău, o înjunghie în stomac. Jean moare cu un zâmbet pașnic pe buze.
Școala continuă fără Xavier, acum Storm este directoare și Logan este profesor; președintele îl numește pe Beast ambasador la Națiunile Unite; Rogue se întoarce și îi spune lui Iceman că ea a luat "leacul." Magneto, învins, stă la o tablă de șah dintr-un parc și vrea să ia în mână o piesă de  șah metalică, care se mișcă puțin, ceea ce dovedește că leacul contra stării de mutant are efect de scurtă durată.
Într-o scenă finală din film, Dr. Moira MacTaggert verifică un aparat de monitorizare a comei unui pacient care îi vorbește cu vocea lui Xavier. Aceasta este o referire la o afirmație pe care a făcut-o Xavier mai devreme în film, în timp ce preda la oră și discuta despre motivele etice ale transferării conștiinței cuiva în trupul unei alte persoane, care, în acest caz, nu are conștiință proprie, deși toate organele sale și circulația funcționează normal. Filmul se termină când Moira, surprinsă, șoptește: 
„- Charles?”

## Distribuția

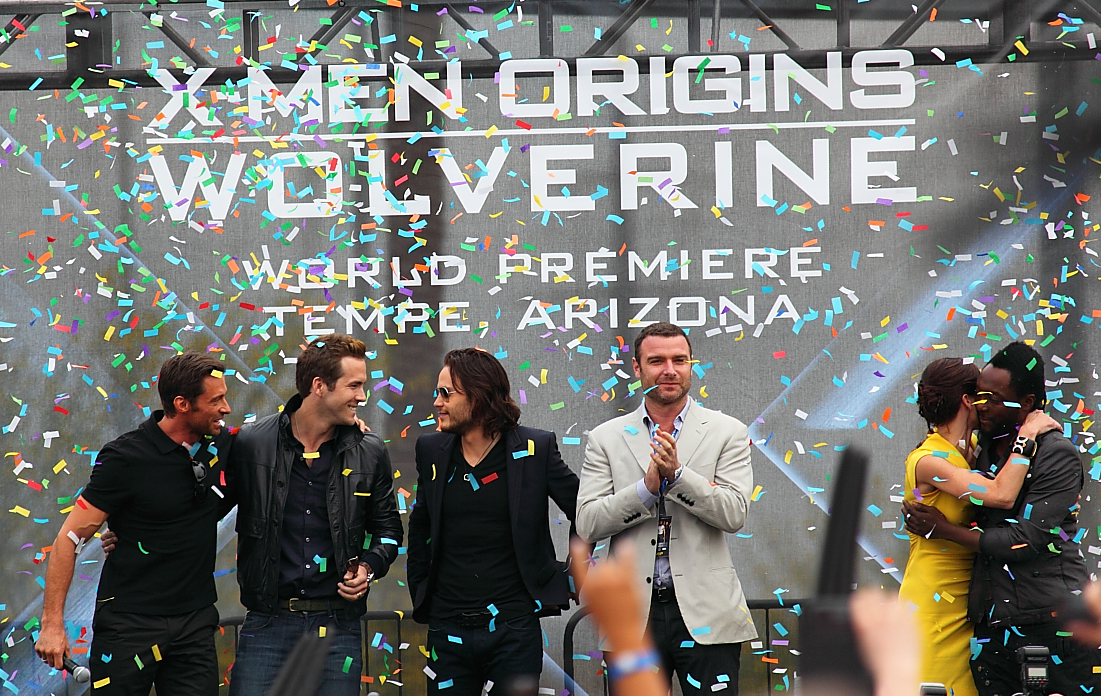
De la stânga la dreapta: Hugh Jackman, Ryan Reynolds, Taylor Kitsch, Liev Schreiber, Lynn Collins, la premiera filmului, Tempe, Arizona, Statele Unite

### Membrii echipei X-Men
Membrii echipei X-Men formează o echipă specială de operațiuni de la Institutul Xavier, însărcinați cu protecția oamenilor și mutanților, dar și cu prevenirea unui război între cele două părți.
- Hugh Jackman este Logan / Wolverine: Logan se poate regenera spontan, un talent care a făcut posibilă implantarea dureroasă a metalului numit adamantium în oasele și ghearele lui metalice, care ies din fiecare din palmele sale.

- Halle Berry este Ororo Munroe / Storm: Una dintre elevele lui Xavier de la început, Storm poate influența vremea din jurul ei cu ajutorul forței mentale. Halle Berry a afirmat în timpul unor interviuri pentru X2 că ea nu va mai juca personajul Storm în al treilea dacă personajul nu va avea o prezență semnificativă comparativ cu versiunea din benzile desenate. Brett Ratner a considerat Storm avea nevoie de un rol mai amplu și au existat mici dificultăți în a ajunge la o înțelegere.[2]

- Sir Patrick Stewart este Profesorul Charles Xavier: Fondatorul Institutului Xavier pentru adolescenți talentați, are puteri telepatice nelimitate și stă într-un scaun cu rotile. El este o autoritate în mutația genetică și un susținător al relațiilor pașnice între oameni și mutanți. El este ucis de Phoenix. După începerea filmului, Dr. Moira MacTaggert este filmată fără a i se vedea fața. Ea vorbește și spune "Charles", indicând că există o posibilitate ca Profesorul Charles Xavier să fie încă viu, deși ei nu îi filmează fața, este totuși vocea lui. Mormântul lui se află alături de al lui Cyclops și al lui Jean.

- James Marsden este Scott Summers / Cyclops: Conducătorul pe teren al membrilor echipei X-Men. El emite raze puternice de energie din ochi și trebuie să le păstreze sub control cu ochelari și cu o mască de rubin cu cuarț. E posibil ca el să fi fost ucis de Phoenix; ea ucide oamenii distrugându-i la nivel molecular, iar cadavrul lui nu apare niciodată. Mormântul lui este alături de al lui Jean și al lui Xavier. În ciuda faptului că apare în posterele promoționale ale filmului în uniformă de piele și cu mască de luptă, Cyclops nu le poartă deloc în film.

- Kelsey Grammer este Dr. Henry "Hank" McCoy / Bestia: Un fost elev al Școlii lui Xavier, devine Secretar al Relațiilor cu Mutanți din Guvernul Statelor Unite. Beast are corpul acoperit cu blană albastră și are un indice de inteligență de geniu, ca și un nivel ridicat de forță și agilitate. El este un om de știință și un cercetător eminent, cu o inteligență și un discernământ vast asupra geneticii mutanților.

- Anna Paquin este Marie / Rogue: O adolescentă mutant care a fugit de acasă și a găsit un cămin la Școala lui Xavier și se îndrăgostește de Bobby Drake. Când ea atinge pe cineva, îi absoarbe forța vitală, puterile (dacă e mutant) și, dacă insistă, îl poate ucide. Ea își folosește puterile o singură dată în film, când îi absoarbe puterile lui Colossus pentru a se apăra de Sentinel.

- Shawn Ashmore este Bobby Drake / Iceman: El poate controla temperatura umidității din aerul din jurul lui, pentru a crea bucăți de gheață sau rafale reci. În condiții extreme corpul său poate avea multe caracteristici ale gheții, pe lângă caracteristicile umane.

- Ben Foster este Warren Worthington III / Angel: El are aripi cu pene, care-i permit să zboare. Cayden Boyd joacă rolul lui Warren ca mic copil. Deși apare îmbrăcat în uniforma de piele ale membrilor echipei X-Men în posterele promoționale, Warren nu o poartă și are haine de civil în majoritatea timpului. El nu vrea să ia leacul, deși recunoaște că aripile au fost mereu pentru el un mare inconvenient.

- Daniel Cudmore în rolul lui Peter Rasputin / Colossus: El își poate transforma pielea în oțel organic, având astfel putere supraumană și rezistență la atacuri și temperaturi schimbătoare. El rostește doar o replică în film.

### Frăția Mutanților
Frăția este forța de atac personală a lui Magneto, a cărei scop este să asigure supremația mutanților.
- Sir Ian McKellen este Eric Lehnsherr / Magneto: Conducător și fondator al Frăției, acest mutant incredibil de puternic poate manevra orice formă de metal. El este un supraviețuitor al Holocaustului și conduce războiul contra umanității în numele superiorității mutanților, iar pentru aceasta intră mereu în conflict cu vechiul lui prieten, Charles Xavier. El are foarte puțină considerație și interes pentru viața oamenilor care nu sunt mutanți. El are cunoștințe sofisticate în ceea ce privește manevrarea și ingineria genetică, folosind radiațiile pentru a provoca mutații în organismul oamenilor.

- Famke Janssen este Jean Grey: O fostă membră a echipei X-Men care se sacrifică pentru a-și salva camarazii, iar jumătatea ei, Jean Grey, moare în acea clipă. Însă puterile ei au învăluit-o ca într-un cocon, iar ea este un mutant de clasa a V-a, de nivel Omega și are puteri telepatice și telechinezice nelimitate (care depășesc puterile lui Magneto și Xavier) care pot fi folosite la nivel sub-atomic, făcând-o cel mai puternic și cel mai periculos mutant din film. Ni se relatează că pe vremea când era tânără, Xavier a separat o porțiune mare din puterea ei, ceea ce a creat două personalități în interiorul ei, și după incidentul de la finalul filmului X2: X-Men Uniți, partea întunecată a personalității Jeanei, cunoscută ca Phoenix se dezlănțuie. Combinată cu lipsa ei de control asupra propriilor puteri, această parte a personalității sale poate dezintegra oamenii și obiectele după bunul ei plac.

- Rebecca Romijn este Raven Darkholme / Mystique: Femeia care era mâna dreaptă a lui Magneto are pielea albastră și își poate schimba forma luând aspectul oricui, fiind capabilă să lupte cu o incredibilă agilitate și putere. Ea îl salvează pe Magneto de o săgeată cu leacul contra stării de mutant, își pierde puterile și apoi este abandonată de membrii Frăției, iar mai târziu alege să dea informații despre ei.

- Aaron Stanford este John Allerdyce / Pyro: Fost elev al Institutului Xavier, Pyro poate manevra focul, deși nu îl poate porni (el poartă mereu o brichetă — prinsă de manșetă, la încheietura mâinii sale — o are tot timpul cu el). El îi poartă pică fostului său prieten Bobby Drake.

- Vinnie Jones este Cain Marko / Juggernaut: Juggernaut este un nou recrut al Frăției. El este incredibil de puternic, rapid și când își ia avânt, devine de neoprit. În ciuda faptului că în benzile desenate este fratele vitreg al lui Xavier, în film nu este precizat nimic în legătură cu acest lucru. De asemenea, în benzile desenate, el este un om încântător comparativ cu ceilalți mutanți. El este responsabil de ceea ce a fost probabil cea mai cunoscută replică din film, "Nu știi cine sunt eu? Eu sunt Juggernaut (forță teribilă), cățea!", care a fost de fapt inspirată dintr-un mimetism de pe internet, care a apărut înainte de apariția filmului.

- Eric Dane este James Madrox / Multiple Man: Multiple Man se poate împărți în mai multe copii. El este un criminal care se alătură Frăției după ce aceștia îl eliberează.

### Membrii echipei Omega
Un grup de mutanți proscriși care face parte dintr-o rețea ilegală care se întinde în toată națiunea.
- Dania Ramirez în rolul Callisto: Callisto este conducătoare membrilor echipei Omega, un grup de mutanți proscriși. În benzile desenate, ca și în desenele animate din anii 90' și din seria Evolution, ea a condus un grup asemănător numit The Morlocks. Ea are viteză, putere, agilitate, reflexe și simțuri supraumane. Ea poate detecta pivoții de energie electrică de la mare distanță și poate simți prezența, locația forțele altor mutanți. De-a lungul filmului, ea se luptă mereu cu Storm. În povestirea din benzile desenate, Storm și Callisto se luptau pentru a hotărî cine este conducătorul adevărat al membrilor echipei Morlocks, iar din această luptă, Storm iese victorioasă.

- Ken Leung în rolul Kid Omega: Acest personaj se aseamănă cu personajul din benzile desenate numit Quill; totuși, în distribuția oficială este numit "Kid Omega". El are capacitatea de a scoate ghimpi din corp, în special din față.

- Omahyra Mota este Arclight: Arclight are puterea de a crea și genera unde de șoc puternice, de o forță izbitoare, prin bătaie din palme. Ea își poate modula puterea, luând ca țintă anumite materiale pe care le va distruge.

- Meiling Melançon este Psylocke: Psylocke are capacitatea de a se teleporta prin teritorii de umbră. Capacitatea ei principală de a crea lame prin puterea minții a fost evitată în film.

### Alte personaje
- Cameron Bright este Jimmy / Leech: Un băiat mutant a cărui putere neutralizează forțele mutanților din apropiere. ADN-ul lui stă la baza "leacului". După ce este salvat, el este primit la Institutul Xavier.

- Michael Murphy este Warren Worthington II: Șeful Laboratoarelor Worthington, corporația care a inventat "leacul". El este tatăl lui Angel și vrea ca fiul lui să nu mai aibă abilități de mutant. El se răzgândește când este salvat, după atacul lui Magneto și Phoenix, de fiul său.

- Shohreh Aghdashloo este Dr. Kavita Rao: Rao este unul dintre oamenii de știință care muncesc în Laboratoarele Worthington la inventarea leacului contra stării de mutant, care a fost creat cu ADN-ul lui Leech. Ea este ucisă de Quill în conflictul din film.

- Josef Sommer este Președintele: Președintele Statelor Unite care îi acceptă pe mutanți. El îl numește pe Hank McCoy ca membru al Cabinetului său și mai târziu ca Ambasador al Statelor Unite la Națiunile Unite.

- Bill Duke este Bolivar Trask: Șeful Departmentului de Securitate, el îl ajută pe Președinte în timpul războiului cu Mutanții. Spre deosebire de echivalentul lui din benzile desenate, el nu are legătură cu crearea Sentinelelor.

- Olivia Williams este Moira MacTaggert: Într-un clip arătat la Institutul Xavier, ea discută despre etica mutanților, cum ar fi dacă este corect să se transfere mintea unui tată a patru copii, aflat pe moarte, în corpul unui om născut fără funcții superioare ale creierului. Într-o scenă de după finalul filmului, se pare că Xavier și-a transferat mintea în corpul fizic al unui pacient al Moirei.

## Producția
Bryan Singer, regizorul primelor două filme X-Men, a părăsit proiectul în pre-producție pentru a regiza filmul Superman se întoarce. I s-au alăturat scenariștii de la X2, Dan Harris și Michael Dougherty, precum și compozitorul / editorul John Ottman. Deși Singer, Harris și Dougherty trebuiau să termine un scenariu, regizorul a dezvăluit că în perioada când a plecat el, ei terminaseră parțial o povestire a tratamentului din film care se concentra exclusiv asupra învierii Jeanei Grey cu noul rău-făcător Emma Frost, un rol care i-a fost atribuit inițial lui Sigourney Weaver. Frost a fost un empatic care manevra emoțiile Jeanei în cadrul tratamentului și asemenea versiunii finale a filmului, Magneto dorește să o controleze. Învinsă de magnitudinea puterilor sale, Jean se sinucide, însă spiritul Jeanei supraviețuiește și devine o creatură asemenea divinității, pe care Dougherty a comparat-o cu copilul stelar din O odisee spațială.
Simon Kinberg a fost angajat ca scriitor curând după plecarea lui Singer și au apărut speculații că Joss Whedon va reiza filmul. Whedon a refuzat oferta pentru că muncea la un film din seria Femeia Minune. Rob Bowman și Alex Proyas au fost și ei luați în considerare, însă Proyas a refuzat personal rolul. Zack Snyder a fost și el apreciat, deși a refuzat din cauză că regiza filmul 300. În ciuda controversei cauzate de plecarea lui Singer, membrii distribuției și producătorii doreau încă mult ca el să se întoarcă. Matthew Vaughn a fost angajat ca nou regizor pentru acest proiect. El l-a distribuit pe Kelsey Grammer ca Bestia și Vinnie Jones ca Juggernaut, însă din cauza unor probleme de familie, Vaughn s-a retras înainte de începerea filmărilor. Vaughn a fost înlocuit de prietenul lui Singer, Brett Ratner. Ratner a fost ales ca regizor al filmului Superman: Flyby.
În 13 iunie 2005, o analiză a variantei incomplete a scenariului afișată de Drew McWeeny din Acestea sunt știri grozave a produs o controversă în rândul fanilor, din cauza anumitor povestiri ale personajelor principale; totuși, aceasta a fost prima din mai mult de două duzini de variante ale scenariului. În special secvența de la Podul Golden Gate a fost așezată la început la mijlocul filmului, dar Ratner a decis că ar crea un conflict mai dramatic dacă e mutat la finalul filmului, care a trebuia la început să aibă loc în Washington, D.C.
Pentru X-Men: Ultima Înfruntare au început filmările în august 2005 și s-au terminat în ianuarie 2006. Majoritatea scenelor din X-Men: Ultima Înfruntare s-au filmat în Vancouver, Columbia Britanică, în Canada. Conform producătorului asociat, Dave Gordon, „Aceasta este cea mai mare producție filmată vreodată în Canada. Era numit X2, iar acum se numește X3.”
Echipa care se ocupa cu efectele vizuale a început să muncească în aprilie 2005, înainte ca numele regizorului să fie anunțat. Supraveghetorul efectelor speciale, John Bruno, estimează că a șasea parte bugetul efectelor speciale a fost cheltuit pentru scena de la Podul Golden Gate, care necesita imagini generate pe calculator și un pod în miniatură. Alte efecte de seamă au fost "altoirea digitală a pielii", care au "întinerit" fețele actorilor vârstnici, Patrick Stewart și Ian McKellen printr-un cadru complex, deși CGI nu a fost folosit.
Filmul a fost făcut folosind fire și cabluri numeroase, iar mulți dintre actori au făcut ei înșiși cascadoriile. Cascadoria cu vârtejul, folosind cabluri, a fost făcută de Halle Berry în timpul unei scene de bătaie se pare că i-a provocat greață lui Berry și a vomitat, iar membrii echipei i-au adus o găleată înainte de filmarea scenelor. Aripile lui Angel au fost la început prea grele pentru Ben Foster și au fost refăcute din material spumos. În ciuda fricii ei de înălțimi, Foster a făcut o cascadorie în care el scapă din clădirea lui Worthington sărind de pe acoperiș. Scena a fost filmată folosind un cascador care zbura de la fereastră folosind o macara, cu harnașamentul și cablurile șterse, iar aripile adăugate digital.

## Receptarea și vânzarea biletelor la cinematograf
X-Men: Ultima Înfruntare a încasat 45.1 milioane de dolari ca succes de casă, ca a șaptea dintre cele mai bine plătite premiere după Cavalerul întunecat (68.7 milioane de dolari), Omul Păianjen 3 (59 milioane de dolari), Pirații din Caraibe: Cufărul Mortului (55.8 milioane de dolari) și Războiul Stelelor Episodul III: Răzbunarea lui Sith (50 milioane de dolari). (Nu au fost toate figurile adaptate pentru inflație.) A fost clasat al patrulea între filmele care au debutat și a ajuns la o sumă estimată la 122.9 milioane de dolari în America de Nord, ca record de încasări în premiera din cea de-a patra zi memorială, în weekend-ul premierei și a fost numărul unu între filmele din ziua memorială din toate timpurile până când a fost bătut recordul de Pirații din Caraibe: La capătul lumii care a câștigat 142 milioane de dolari în cea de-a patra zi de premieră în Ziua Memorială. Site-ul Numerele notează că în weekendul premierei filmul a încasat o sumă "egală cu recordul pentru cel mai mic număr de zile care au fost necesare la câștigul sumei de 100 milioane de dolari, alăturându-se altor patru filme care au realizat acest lucru în trei zile."